# Андагис
Андагис (Андаг; лат. Andagis или Andag; середина V века) — знатный остгот из династии Амалов, в 451 году в битве на Каталлаунских полях убивший короля вестготов Теодориха I.

## Биография

### Исторические источники
Андагис известен только из труда Иордана «О происхождении и деяниях гетов». Однако о событиях, в которых участвовал Андагис, сообщается и в других позднеантичных и раннесредневековых исторических источниках. Среди них: хроники Проспера Аквитанского и Идация, «Галльская хроника 452 года», «Копенгагенское продолжение „Хроники“ Проспера Аквитанского», сочинения Сидония Аполлинария, «Галльская хроника 511 года», «Сарагосская хроника», «Варии» и «Хроника» Кассиодора, «Хронография» Иоанна Малалы «Всемирная хроника» Виктора Туннунского, «История франков» Григория Турского, «История готов, вандалов и свевов» Исидора Севильского, «Пасхальная хроника», «Хроника» Фредегара, «Римская история» Павла Диакона и «Хронография» Феофана Исповедника.

### Происхождение
Андагис принадлежал к правившей остготами династии Амалов. Его отец Андела происходил из одной из боковых ветвей этого королевского рода. Однако в каких родственных связях он находился с другими Амалами, в исторических источниках не сообщается. Андагис был женат на неизвестной по имени сестре знатного скира или алана Кандака.
В браке Андагиса и сестры Кандака родился служивший византийцам военный магистр Гунтигис База, нотарием (то есть секретарём) которого некоторое время был историк Иордан. Благодаря родственным узам Гунтигиса Базы с Амалами, Иордан укрепил связи с этой правившей остготами династией. Предполагается, что Гунтигис База был источником информации не только для содержащегося в труде «О происхождении и деяниях гетов» повествования о своих предках, но и для части известных Иордану готских преданий о представителях рода Амалов.

### Битва на Каталаунских полях

Битва на Каталаунских полях

Андагис принадлежал к той части остготов, которая после гибели Германариха подчинялась царям гуннов. В середине V века эти возглавлявшиеся братьями Валамиром, Теодемиром и Видимиром I остготы были народом, подвластным гуннскому правителю Аттиле. Вместе с другими подчинявшимися гуннам племенами — аланами, большей частью бургундов, бруктерами, гепидами короля Ардариха, герулами, ругами, сарматами, скирами, тюрингами и частью франков (возможно, живших в окрестностях Кёльна) — они приняли участие в Галльском походе 451 года. Противниками Аттилы в этой военной компании были западные римляне во главе с патрицием Флавием Аэцием и их союзники-варвары (аланы царя Сангибана, армориканцы, бургунды, вестготы короля Теодориха I, саксы, а также рипуарские и салические франки во главе с королём Меровеем). Летом (скорее всего, в июне) армии Аттилы и Флавия Аэция сошлись для битвы в местности между городами Труа и Шалон, известной как Каталаунские поля. Чтобы ещё больше сплотить своих воинов, царь гуннов построил подчинённых ему германцев напротив их извечных врагов, пришедших на помощь римлянам. Так располагавшиеся на левом фланге войска Аттилы остготы, управляемые королями из династии Амалов, оказались напротив своих единоплеменников вестготов, правителями которых были Балты. Здесь находилась бо́льшая часть вестготских отрядов во главе с королём Теодорихом I, в то время как остальные вестготы под командованием принца Торисмунда расположились на противоположном фланге вместе с Флавием Аэцием. Предполагается, что часть приведённых в труде «О происхождении и деяниях гетов» Иорданом сведений о расстановке войск и ходе битвы историк мог почерпнуть из рассказов Гунтигиса Базы.
В состоявшейся битве вестготы были большей и самой боеспособной частью западно-римского войска, поэтому им было поручено нанести основной удар по армии Аттилы. Иордан характеризовал битву на Каталаунских полях как «братоубийство» готов, утверждая, что остготы не посмели ослушаться приказа Аттилы сражаться против своих родичей. Во второй половине дня Теодорих I лично возглавил атаку вестготской кавалерии на позиции остготов и храбро сражался, пока в схватке не был убит Андагисом, метнувшим в короля своё копье. Скорее всего, Андагис для убийства Теодориха I использовал метательное копьё или дротик (лат. telum), а не более характерную для вооружения готов пику (лат. contus). По утверждению Иордана, гибель одного из вражеских полководцев была предсказана Аттиле ещё до начала сражения, но он думал, что тем будет Флавий Аэций, а не король вестготов. Иордан — единственный из позднеантичных и раннесредневековых авторов назвавший имя убийцы Теодориха I. Однако в труде «О происхождении и деяниях гетов» приводится и другая версия гибели короля вестготов: якобы тот «объезжая войска для их ободрения, был сшиблен с коня и растоптан ногами своих же, завершив свою жизнь, находясь в возрасте зрелой старости». Возможно, падению Теодориха I с коня предшествовало его ранение Андагисом. О том, что обстоятельства смерти короля вестготов не было достоверно известны даже в Галлии, свидетельствует «Галльская хроника 511 года», в которой сообщается, что Теодорих I погиб «при неясных обстоятельствах». Как бы то ни было, из-за темноты и и хаоса на поле боя вестготы долгое время не знали о гибели своего правителя. Только на следующее утро тело погибшего монарха было найдено его подданными на том месте, где происходило наиболее ожесточённое побоище между участниками битвы.
По свидетельству Иордана, в битве на Каталаунских полях с обеих сторон погибли 165 000 человек, не считая пятнадцати тысяч гепидов и франков, павших ещё до начала сражения. Идаций и Исидор Севильский писали о трёхстах тысячах убитых воинов, а Фредегар сообщал о двухстах тысячах погибших вестготов и ста пятидесяти тысячах павших гуннов. Скорее всего, количество погибших в сражении этими авторами преувеличено. Однако не вызывает сомнений, что в битве на Каталаунских полях потери обеих сторон были очень многочисленны и могли приближаться или даже превышать 100 000 человек.
Большинство современных нам историков считают Флавия Аэция главным получателем выгоды от сражения, так как Аттила был вынужден прервать поход и возвратиться в свои владения. Эти авторы битву на Каталаунских полях, «после которой гунны покинули Галлию, называют среди важнейших в мировой истории событий, поскольку в ней решалась судьба не только этой провинции, но и всей западной цивилизации». Тем не менее, несмотря на большие потери среди гуннов и подвластных им германцев, римляне не смогли одержать в сражении решительной победы и полностью разгромить войско Аттилы. В итоге Флавий Аэций не принял никаких мер для преследования отступавших гуннов. Поводом для этого был уход его союзников вестготов, новый правитель которых Торисмунд сразу же после битвы отправился в Тулузу, чтобы утвердиться на королевском престоле. По свидетельству Иордана, эти действия новоизбранного монарха были следствием интриг Флавия Аэция, опасавшегося, что после полного уничтожения войска Аттилы вестготы станут самой могущественной силой в Римской Галлии. Однако также имеется мнение, что приводимая Иорданом причина ухода Торисмунда и его воинов от армии Флавия Аэция не соответствует исторической действительности. По мнению историка Х. Д. Кима, именно гибель короля Теодориха I стала побудительным мотивом для вестготов к отступлению с Каталаунских полей, так как для германцев гибель их военачальника, фактически, означала прекращение военных действий. Без вестготов же понёсшие тяжёлые потери римляне и оставшиеся с ними союзники не смогли бы победить всё ещё многочисленное войско Аттилы.

### Дальнейшая судьба
О дальнейшей судьбе Андагиса в исторических источниках сведения отсутствуют. Судя по тому, что Гунтигис База был подданным византийских императоров, он сам или ещё его отец покинули ту часть остготов, которой правили Амалы. Возможно, это произошло после смерти Аттилы в 453 году. Предполагается, что новым местом жительства семьи Андагиса стала территория современных Добруджи и Северной Болгарии, входившая в диоцез Фракия.

## Комментарии
1. ↑  Возможно, семья Андагиса и ранее была связана родственными узами с аланами, так как ономастические данные позволяют предполагать, что его имя имело аланское происхождение[15]. Однако по мнению других историков имена Андагиса, его отца и сына были готскими[12][16].
2. ↑  Кто возглавлял союзных гуннам франков, достоверно неизвестно. Предполагается, что ими мог командовать Хильдерик I[9], но это утверждение не согласуется с данными других исторических источников[28]. Ещё одним возможным вождём франков называют Лаударика, в «Галльской хронике 511 года» называемого кровным родственником Аттилы[28][29].
3. ↑  Скорее всего, основным источником информации для Иордана о битве на Каталаунских полях была «Готская история» Приска Панийского[24].
4. ↑  В свою очередь, ряд историков считают, что значение битвы на Каталаунских полях для истории Европы сильно преувеличено и что «любой исход битвы не имел бы судьбоносного влияния на историю Галлии»[30].
5. ↑  В то же время Л. Мюссе характеризовал поражение гуннов в битве на Каталаунских полях как «не слишком серьёзное»[49]. Л. Альфан писал, что «непохоже, что эта победа [в битве] была столь решающей, как утверждает легенда»[53]. По мнению М. Бансона[англ.], «битва завершилась вничью»[34]. Такую же оценку итогам сражения давал и Х. Вольфрам[36]. По утверждению же А. Ю. Митрофанова, «современные научные данные позволяют предположить, что в действительности эта битва была выиграна гуннами, о чём свидетельствует беспрепятственное отступление войск Аттилы к Рейну»[27]. Несомненными победителями в битве на Каталаунских полях называл гуннов и Х. Д. Ким, указывавший, что анализ текста Иордана свидетельствует о владении гуннами инициативой на поле боя, в то время как союзники римлян действовали разобщённо, а их военачальники Флавий Аэций и Торисмунд едва избежали плена[52].